# Sosnowyj Bor (rejon artiomowski)
Sosnowyj Bor (ros. Сосновый Бор) – osiedle w Rosji, w obwodzie swierdłowskim, w rejonie artiomowskim. W 2010 liczyło 1437 mieszkańców.